# Otto Erich Deutsch

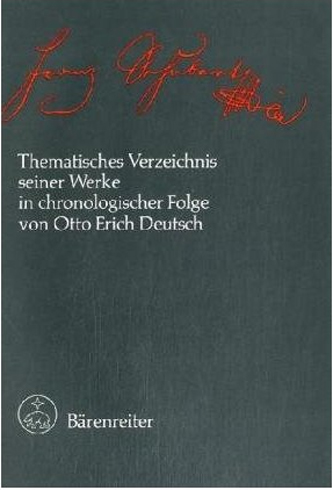
Deutsch-Verzeichnis 1978

Otto Erich Deutsch, född 5 september 1883 i Wien, död 23 november 1967 där, var en österrikisk musikforskare. 
Deutsch är framför allt känd för att ha sammanställt den katalog över Franz Schuberts verk som publicerades 1951 på engelska och i en ny edition 1978 på tyska. I den har alla Schuberts verk försetts med ett D-nummer i den ordning de är komponerade.
Efter att ha studerat konsthistoria och litteraturhistoria i Wien och Graz arbetade Deutsch som lärare vid den konstvetenskapliga institutionen vid Wiens universitet och som bibliotekarie vid Anthony van Hobokens arkiv. På grund av sin judiska börd levde han i exil i Cambridge, England mellan 1938 och 1951. Därefter återvände han till Wien.
Han skrev många artiklar om Schubert och Mozart och sammanställde också "dokumentära biografier" om Schubert, Mozart och Händel.